# Erik Rödes Land

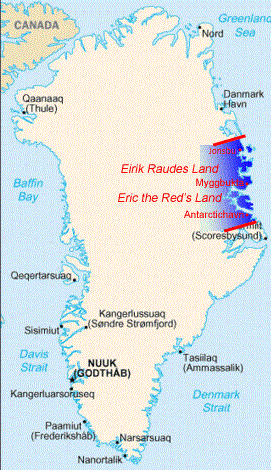
Karta över Grönland som visar belägenheten av Erik Rödes Land.

Erik Rödes Land (norska: Eirik Raudes Land) var namnet på en del av Grönland som var ockuperat av Norge från den 27 juni 1931 till den 5 april 1933. Norge ansåg att Grönland var en gammal norsk besittning och erkände inte Danmarks anspråk på öns obebodda delar. Området som bara var definierat som territoriet mellan breddgraderna 71° 30'N och 75° 40'N fick namn efter Erik Röde, som upptäckte Grönland år 985. Sommaren efter ockupationen av Erik Rödes Land utökades grönlandsfrågan genom att Norge  ockuperade ytterligare ett område på Grönland, territoriet mellan breddgraderna 60° 30'N och 63° 40'N. Konflikten drogs inför Fasta mellanfolkliga domstolen i Haag, som dömde i Danmarks favör. Norge accepterade domen och ockupationen upphörde den 5 april 1933. Sysselmann för Erik Rödes Land under den knappt två år långa perioden av norskt styre var Helge Ingstad.